# الساموري ولد بي
الساموري ولد بي هو سياسي ونقابي موريتاني ينتمي إلى طبقة لحراطين ويشغل منصب الأمين العام للكونفدرالية الحرة لعمال موريتانيا ونائب سابق لرئيس حزب التحالف الشعبي التقدمي الذي يرأسه مسعود ولد بلخير ,يعتبر الساموري أحد الأعضاء المؤسسين لحركة الحر، واحد انشط اعضائها وهو كذلك حقوقي وعضو في حركات تدافع عن حق الحراطين في المساوات والعيش الكريم مثل باقي المجموعات التي تعيش في موريتانيا، والقضاء على مخلفات العبودية التي عانى منها أبناء طبقته في الماضي.